# Tokyo Dome
Tokyo Dome (東京ドーム Tōkyō Dōmu, TYO: 9681 ) là một sân vận động trong nhà ở Bunkyō, Tokyo, Nhật Bản. Sân được xây dựng như một sân vận động bóng chày để thay thế cho Sân vận động Korakuen. Công việc xây dựng sân vận động được bắt đầu vào ngày 16 tháng 5 năm 1985 và sân được khánh thành vào ngày 17 tháng 3 năm 1988. Sân được xây dựng trên địa điểm của sân đua xe đạp trước đây, liền kề với sân vận động tiền thân, Sân vận động Korakuen. Sân có sức chứa tối đa là 57.000 người tùy thuộc vào cấu hình, với cấu hình toàn chỗ ngồi là 42.000 người.
Biệt danh ban đầu của Tokyo Dome là "The Big Egg", một số người gọi sân là "Tokyo Big Egg". Mái che dạng vòm của sân là một cấu trúc hỗ trợ bằng không khí, một lớp màng linh hoạt được hỗ trợ bằng cách điều áp nhẹ bên trong sân vận động. Sân được thiết kế bởi Nikken Sekkei và Takenaka Corporation. Thiết kế của sân dựa trên thiết kế của Hubert H. Humphrey Metrodome.
Đây là sân nhà của đội bóng chày Yomiuri Giants. Vào ngày 18 tháng 3 năm 1988, một ngày sau khi Tokyo Dome được khánh thành, Yomiuri Giants đã thi đấu trận đấu trên sân nhà tại đây. Đây là sự kiện đầu tiên được tổ chức tại Tokyo Dome. Yomiuri Giants thi đấu khoảng 70 trận đấu mỗi năm tại sân nhà Tokyo Dome. Một số đội Nippon Professional Baseball khác đôi khi thi đấu vài trận đấu mỗi năm tại Tokyo Dome. Nếu Yomiuri Giants giành quyền tham dự Climax Series hoặc Japan Series, các trận đấu bổ sung cũng sẽ được tổ chức tại Tokyo Dome. Nếu Yomiuri Giants giành quyền tham dự Trận đấu liên giải đấu, trận đấu này cũng sẽ được tổ chức tại Tokyo Dome. Vào năm 2021, Tokyo Yakult Swallows giành quyền tham dự Japan Series, nhưng đội phải thi đấu trận Japan Series tại Tokyo Dome thay vì sân nhà của đội, Sân vận động Meiji Jingu. Lý do là vì Japan Series phải lên lịch lại do sự lây lan của đại dịch COVID-19 và ngày thi đấu trùng với ngày diễn ra các trận đấu của các giải bóng chày nghiệp dư tại Sân vận động Meiji Jingu. Tokyo Dome cũng là nơi có Đại sảnh Danh vọng Bóng chày Nhật Bản, nơi ghi lại lịch sử của môn bóng chày tại Nhật Bản.
Sân cũng đã tổ chức các trận đấu bóng chày của các giải đấu bóng chày quốc tế như World Baseball Classic, WBSC Premier12 và Major League Baseball, cũng như các buổi hòa nhạc, các trận đấu bóng rổ, bóng bầu dục Mỹ và bóng đá, cũng như các trận đấu puroresu (đấu vật chuyên nghiệp), các sự kiện võ thuật tổng hợp, kickboxing và các cuộc đua xe tải quái vật. Sân đã trở thành sân vận động đầu tiên ở Nhật Bản có số lượng khán giả theo dõi một trận đấu bóng bầu dục Mỹ trên 50.000 người.

## Buổi hòa nhạc
| Năm 1996                    | Năm 1996     | Năm 1996                         | Năm 1996                                             |
| --------------------------- | ------------ | -------------------------------- | ---------------------------------------------------- |
| Ngày 7,10 & 14 tháng 7      | Mariah Carey | Daydream World Tour              | lập kỷ lục khi tất cả 150.000 vé được bán dưới 3 giờ |
| Năm 1998                    |              |                                  |                                                      |
| Ngày 11,14, 17 & 20 tháng 1 | Mariah Carey | Butterfly World Tour             |                                                      |
| Năm 2000                    |              |                                  |                                                      |
| Ngày 7,9 tháng 3            | Mariah Carey | Rainbow World Tour               |                                                      |
| Năm 2018                    |              |                                  |                                                      |
| Ngày 4 tháng 12             | Blackpink    | In Your Area World Tour          | Có 50.369 người tham gia                             |
| Ngày 13, 14 tháng 11        | BTS          | Love Yourself World Tour         | Có 95,939 người tham gia                             |
| Năm 2019                    |              |                                  |                                                      |
| Ngày 29, 30 tháng 3         | Twice        | Twice Dome Tour 2019 "#Dreamday" |                                                      |
| Năm 2020                    |              |                                  |                                                      |
| Ngày 19, 20 tháng 5         | Seventeen    | Seventeen 2020 Japan Dome Tour   |                                                      |
| Năm 2022                    |              |                                  |                                                      |
| Ngày 23, 24, 25 tháng 4     | Twice        | Twice 4th World Tour III         |                                                      |
| Ngày 26, 27 tháng 11        | Seventeen    | Be The Sun World Tour            | Có 93,063 người tham gia                             |
| Năm 2023                    |              |                                  |                                                      |
| Ngày 8, 9 tháng 4           | Blackpink    | Born Pink World Tour             | Có 100.809 người tham gia                            |
| Ngày 28 & 29 tháng 10       | Stray Kids   | 5-STAR Dome Tour                 |                                                      |
| Ngày 28 & 29 tháng 11       | MAMA Awards  | Lễ trao giải Mama 2023           |                                                      |

Mariah Carey đã có ba buổi biểu diễn tại Dome trong chương trình "Daydream World Tour" vào ngày 7, 10 và 14 tháng 7 đã lập kỷ lục khi tất cả 150.000 vé được bán dưới 3 giờ. Cô đã biểu diễn tại Dome trong 4 đêm trong chuyến lưu diễn [Butterfly World Tour 1998] vào ngày 11, 14, 17, 20 và 2 đêm trong suốt năm 2000 [Rainbow World Tour] vào ngày 7 và 9 tháng 3. Cô ấy giữ kỷ lục cho hầu hết các chương trình biểu diễn tại địa điểm cho một nghệ sĩ nữ solo, cả ở trong nước và quốc tế của cô. Thứ hai là Janet Jackson với tổng cộng 8 chương trình. Mick Jagger là nghệ sĩ quốc tế đầu tiên biểu diễn ở Tokyo Dome vào ngày 22 và 23 tháng 3 năm 1988. Bon Jovi cũng đã biểu diễn tại Tokyo Dome vào ngày 31 tháng 12 năm 1988. Nhóm đã thực hiện tổng cộng của 19 buổi hòa nhạc tại Tokyo Dome, gần đây nhất là trong năm 2010 như một phần của The Circle Tour. Ca sĩ Mỹ Janet Jackson biểu diễn tại Dome năm 1990.
U2 đã kết thúc Zoo TV Tour năm 1992-93 với hai buổi hòa nhạc vào ngày 9 và 10 tháng 12 năm 1993.
Nhóm nhạc Nhật Bản Judy And Mar biểu diễn vào ngày 7 và 8 tháng 3 năm 2001. là màn biểu diễn cuối cùng của họ như một ban nhạc, hỗ trợ cho album cuối cùng của họ Warp. Concert 8 tháng 3 năm 2001 đã được thu âm cho VHS và DVD và 140 phút là buổi hòa nhạc dài nhất [Judy and Mary] đã trình diễn.
Ca sĩ người Mỹ Britney Spears đã trình diễn tại Tokyo Dome với Dream Within a Dream Tour vào ngày 25 tháng 4 năm 2002. Lúc 20 tuổi, Spears trở thành nghệ sĩ solo trẻ nhất biểu diễn tại địa điểm.
Madonna đã biểu diễn tại Tokyo Dome bảy lần, lần đầu tiên vào năm 1993 với 5 chương trình bán hết vé tại dome vào ngày 13, 14, 16, 17 và 19 tháng 12 trong chương trình The Girlie Show Tour  Mười ba năm sau, Madonna trở lại biểu diễn tại Tokyo Dome với hai chương trình đã bán hết vé trước với 71.231 người hâm mộ tại địa điểm vào ngày 20 và 21 tháng 9 năm 2006, như một phần của Confessions Tour.
Tour diễn vòng quanh thế giới của Bi Rain - Rain's Coming bắt đầu từ ngày 15 tháng 12 năm 2006 có buổi diễn kết thúc cuối cùng tại ToKyo Dome ngày 25 tháng 5 năm 2007 với hơn 43000 người tham dự. Tokyo Dome - sân khấu biểu diễn lớn nhất Nhật Bản thời bấy giờ và Bi Rain là nghệ sĩ Hàn Quốc đầu tiên biểu diễn tại đây. Với tư cách một nghệ sĩ solo đây được coi là thành công lớn trong thời kì đỉnh cao tên tuổi của Bi.
Tháng 7 năm 2009, TVXQ, nhóm nhạc Hàn Quốc đầu tiên đã biểu diễn ở Tokyo Dome, đã biểu diễn hai chương trình cuối cùng của Live Tour 2009 thứ tư của họ: The Secret Code tại Tokyo Dome. Đến nay, nhóm đã tổ chức tổng cộng 19 chương trình. Họ thu hút được 110.000 fan hâm mộ trong buổi concert cuối cùng của họ được tổ chức tại Tokyo Dome.
Tháng 5 năm 2012, Nhóm nhạc Hàn Quốc Super Junior biểu diễn tại Tokyo Dome trong tour lưu diễn thế giới Super Show 4. Đây là lần đầu tiên nhóm biểu diễn tại Tokyo Dome. Super Junior biểu diễn tại Tokyo Dome trong hai đêm từ ngày 12 đến 13 tháng 5 với 110.000 người hâm mộ đã lấp đầy toàn bộ địa điểm tạo thành đại dương xanh. Sau thành công Super Show 4 trong năm trước đó, Super Junior đã tổ chức concert của họ của họ cho năm 2013 Super Show 5 tour diễn thế giới của họ tại Tokyo Dome. Với chuyến lưu diễn kéo dài hai ngày vào ngày 27 đến ngày 28 tháng 7 năm 2013, Super Junior đã có thể thu hút được khoảng 110.468 khán giả. Super Junior lại tổ chức một buổi hòa nhạc tại Tokyo Dome cho chuyến lưu diễn vòng quanh thế giới Super Show 6 vào tháng 10 năm 2014. Có khoảng 112.388 fan hâm mộ đã tham dự concert.
Tháng 12 năm 2012, BIG BANG biểu diễn tại Tokyo Dome Alive Tour. Sau khi thành công với 55.000 khán giả vào năm 2012, họ đã trở lại Tokyo vào năm 2013 cho Japan Dome Tour và đưa 152.420 người hâm mộ tham dự một buổi hòa nhạc kéo dài 3 ngày. Vào năm 2014, họ trở lại Tokyo với X Tour và biểu diễn trong 3 ngày đã thu hút 150.000 người hâm mộ. Vào năm 2015, họ đã biểu diễn bốn chương trình bán hết vé vào tháng 11 tại Tokyo Dome như một phần của Made World Tour và quay trở lại hai chương trình cuối cùng vào tháng 2 năm 2016. Vào tháng 11 năm 2016, họ trở lại biểu diễn hai chương trình để chào mừng lần thứ 10 là một phần trong chuỗi concert đặc biệt 0.TO.10 của họ. Họ đã biểu diễn 3 buổi hòa nhạc vào ngày 6, 7 và 13 tháng 7 năm 2017 như là một phần của chuyến lưu diễn tiếng Nhật của họLast Dance Tour. Đây là chuyến lưu diễn đầu tiên của nhóm mà không có thành viên T.O.P, người đã thực hiện nghĩa vụ gia nhập quân đội vào đầu năm 2017.
Tháng 4 năm 2013, 2PM đã tổ chức hai đêm "Legend of 2PM tại Tokyo Dome. Tất cả 55.000 chỗ ngồi trong cả hai ngày đã được bán ra, tổng số 110.000 người hâm mộ trong cả hai ngày
Nhóm nhạc nữ Hàn Quốc KARA là nhóm nhạc nữ Hàn Quốc đầu tiên biểu diễn tại Tokyo Dome vào năm 2013. Concert đã bán 45.000 vé trong vòng 5 phút..
Girls' Generation đã biểu diễn thành công tại Tokyo Dome vào ngày 9 tháng 12 năm 2014. Họ là nhóm nhạc nữ Hàn Quốc thứ hai sau KARA trình diễn tại Dome. Buổi hòa nhạc đã bán hết 55.000 chỗ ngồi.
SHINee đã khép lại chuyến lưu diễn SHINee World 2014 ~ I am Your Boy tại Tokyo Dome, là lần đầu tiên nhóm trình diễn tại Tokyo Dome. Sự kiện này đã được tổ chức trong hai ngày 14 và 15 tháng 3. Mỗi đêm của buổi diễn kéo dài gần 3 tiếng đồng hồ với hơn 25 ca khúc được trình diễn.
Trong chuyến lưu diễn The 1989 World Tour, Taylor Swift tổ chức hai buổi diễn cháy vé vào ngày 5 và 6 tháng 5 năm 2015, thu hút 100.320 khán giả và thu về 10,6 triệu đô-la Mỹ.
Năm 2015, EXO đã biểu diễn 3 buổi hòa nhạc với 150.000 người hâm mộ lấp đầy Tokyo Dome từ ngày 6 tháng 11 đến ngày 8 tháng 11. Buổi hòa nhạc nằm trong chuyến lưu diễn Exo Planet 2 – The Exo'luxion. Đây cũng là lần đầu tiên EXO trình diễn tại Tokyo Dome, là nhóm nhạc Hàn Quốc mất ít thời gian nhất (chỉ với hơn 3 năm từ khi debut) đặt chân vào Thánh đường. Buổi biểu diễn được ghi hình cho DVD EXOfrom EXOplanet #2 - The EXO'luXion in Japan
Năm 2016, EXO tiếp tục biểu diễn tại đây vào ngày 30 tháng 11 năm 2016 và ngày 1 tháng 12 năm 2016 với 105.000 người hâm mộ. Buổi trình diễn nằm trong tour lưu diễn Exo Planet 3 – The Exo'rdium. Buổi diễn được ghi hình cho DVD EXO from EXOplanet #3 - The EXO'rdium in Japan.
Cũng chính tại đây vào ngày 12/9/2020. Nhóm nhạc toàn cầu BTS cũng diễn ra buổi concert trong khuôn khổ tour diễn Map of the soul: tour
TWICE - Thế hệ idol nữ thứ 3 cũng đã lấp đầy 50.000 ghế ngồi tại Tokyo Dome trong khuân khổ "Dome Tour 2019 "#Dreamday""
Vào ngày 4 tháng 12 năm 2019, trong khuôn khổ In Your Area World Tour Blackpink lần đầu tiên đặt chân vào Thánh đường này với 50.369 người hâm mộ lấy đầy ghế ngồi tại Tokyo Dome
Theo dự tính, vào ngày 25 tháng 5 năm 2020, utaite nổi tiếng Mafumafu sẽ tổ chức buổi concert một đêm duy nhất "Hikikomori Demo LIVE ga Shitai! ~Super Mafumafu World 2020@ Tokyo Dome~". Tuy nhiên, buổi diễn này đã bị hủy bỏ do tình hình dịch bệnh COVID-19. Một năm sau, vào ngày 5 tháng 5 năm 2021, anh đã quyết định phát sóng trực tiếp miễn phí buổi concert của anh tại Tokyo Dome cho khán giả toàn thế giới, thông qua kênh YouTube của mình. Video đã đạt hơn 4 triệu lượt xem tính tới tháng 9 năm 2021.
Bên cạnh đó, vào ngày 1 tháng 8 năm 2021, "Hiki Fes 2021@TOKYO DOME Online", một lễ hội âm nhạc với sự góp mặt của những giọng ca utaite hàng đầu, do Mafumafu tổ chức cũng đã được live-streaming cho khán giả toàn thế giới.
Trong chuyến lưu diễn toàn cầu của nhóm nhạc nữ toàn cầu Blackpink Born Pink World Tour, Blackpink tổ chức hai buổi diễn vào ngày 8 và 9 tháng 4 năm 2023, thu hút 100.809 khán giải tham dự và thu về 11,1 triệu đô-la Mỹ trở thành nhóm nhạc nữ có khán giả và doanh thu lớn nhất lịch sử.